# NGC 553
NGC 553 (również PGC 5333) – prawdopodobnie galaktyka soczewkowata (S0), znajdująca się w gwiazdozbiorze Ryb. Obiekt NGC 553 odkrył William Herschel 13 września 1784 roku. Identyfikacja obiektu nie jest pewna, podobnie jak w przypadku większości obiektów zaobserwowanych przez Herschela tamtej nocy. Istnieje możliwość, że obiekty NGC 553 i sąsiedni NGC 552 to para gwiazd o jasności 14,8m.